# Magic Girls
Magic Girls ist eine Fantasy-Buchreihe für jugendliche Mädchen vom Verlag arsEdition. Die Autorin ist Marliese Arold. 

## Handlung
Die Buchreihe handelt von den 13-jährigen Hexenmädchen Elena Bredov und Miranda Leuwen. Elenas Familie emigriert in die Welt der Menschen, von den Hexen 'Hexil' genannt, um die Familienehre wiederherzustellen, denn ihr Vater Leon stand vor Gericht und wurde zur Strafe für unbestimmte Zeit in einen Leguan verwandelt. Ihre beste Freundin Miranda begleitet Elena ins 'Hexil', denn sie will Elena unterstützen und sieht es als sehr lehrreich an, mehr über die Menschen zu erfahren. Die beiden Mädchen erleben dabei nicht nur immer wieder gefährliche Abenteuer, sondern schließen auch neue Freundschaften in der Menschenwelt und müssen sich – wegen der eingeschränkten Möglichkeiten zur Zauberei – mit ganz alltäglichen Problemen und ihren ersten romantischen Gefühlen auseinandersetzen.
Derzeit sind folgende Bände der Magic-Girls-Reihe erschienen:
1. Der verhängnisvolle Fluch
2. Das magische Amulett
3. Das Rätsel des Dornenbaums
4. Gefangen in der Unterwelt
5. Die große Prüfung
6. Späte Rache
7. In geheimer Mission
8. Die Macht der Acht
9. Der dunkle Verräter
10. Der goldene Schlüssel
11. Eine verratene Liebe
12. Von dunklen Mächten entführt

Es gibt auch einen Sonderband:
1. Wie alles begann